# Rambla del Puntalón
Rambla del Puntalón är ett periodiskt vattendrag i Spanien.   Det ligger i provinsen Provincia de Granada och regionen Andalusien, i den södra delen av landet, 400 km söder om huvudstaden Madrid.